# 김동현 (1975년)
김동현(1975년 ~ )은 대한민국의 배우이다.

## 출연작

### 영화
- 《두 교수의 은밀한 만남》 (2021년)
- 《기적》 (2021년) - 철구삼촌 역
- 《오! 문희》 (2020년) - 소방대장 역
- 《양자물리학》 (2019년) - 시 공무원 역
- 《롱 리브 더 킹: 목포 영웅》 (2019년) - 박한수 대변인 역
- 《혼자》 (2016년) - 아버지 역
- 《비밀》 (2015년) - 목사 역
- 《함정》 (2015년) - 부장 역
- 《경성학교: 사라진 소녀들》 (2015년) - 운전기사 역
- 《코인라커》 (2015년) - 문방 2 역
- 《꿈보다 해몽》 (2015년) - 차주인 / 경찰 역
- 《음치클리닉》 (2012년) - 믹싱기사 역
- 《로맨스 조》 (2012년) - 서담 / 경찰 역
- 《물 없는 바다》 (2011년) - 동수 역
- 《황해》 (2010년) - 광역 수사대 형사 1 역
- 《김종욱 찾기》 (2010년) - 재하 역
- 《열한번째 엄마》 (2007년) - 30대 불량배 역
- 《홀리데이》 (2006년) - 광팔 역
- 《지구를 지켜라!》 (2003년) - 태식 역

### 드라마
- 《7인의 탈출 시즌2》(2024년, SBS) - 교장선생님 역
- 《7인의 탈출》(2023년, SBS) - 교장선생님 역
- 《킹더랜드》 (2023년, tvN) - 스텔스호 선장 역
- 《월수금화목토》 (2022년, tvN) - 최 상무 역
- 《우리는 오늘부터》 (2022년, SBS) - 반장 역
- 《연애혁명》 (2020년, 카카오TV) - 독고문 역
- 《낭만닥터 김사부 2》 (2020년, SBS) - 가정폭력 피해자 남편 역
- 《동백꽃 필 무렵》 (2019년, KBS2) - 송진배 역
- 《왓쳐》 (2019년, OCN) - 김상준 역
- 《돈꽃》 (MBC, 2017년) - 마삼수 역
- 《기담전설》 (E채널, 2008년)
- 《저 별은 나의 별》 (MBC, 1983년)
- 《못 잊어》 (MBC, 1982년)

## 수상
- 제1회 아름다운 연극인상 인기상
- 경기도 전국연극제 신인상